# Лапчатка серебристолистная
Лапчатка серебристолистная (лат. Potentilla argyrophylla), — многолетние травянистое растение семейства Розовые (Rosaceae).

## Ботаническое описание
Многолетнее травянистое растение до 60 см высотой с прямыми, ветвистыми, опушёнными стеблями. Корни мочковатые.
Цветоносы прямостоячие или в основании слегка изогнутые, 15–20 см высотой, вместе с черешками густо серебристо-пятнистые и ворсистые.
Прикорневые листья 5–10 см, включая черешок; прилистники коричневые, мембранные, абаксиально покрытые белым шелковистым пушком, позже голые; листовая пластинка тройчатая; листочки сидячие или очень короткочерешковые, обратнояйцевидные, эллиптические или широкояйцевидные, 1,5–2 × 1–1,5 см, абаксиально густо серебристо-пушистые, на жилках серебристо-серебристые, адаксиально серебристо-серебристые, основание клиновидное или ширококлиновидное, край резко надрезанно-пильчатый, вершина тупая; стеблевые листья 2 или 3, короткочерешковые, маленькие; прилистники зелёные, яйцевидные или яйцевидно-ланцетные, травянистые, абаксиально томентозные и ворсистые, край цельный, вершина заострённая.
Цветки собраны в щитковидные или метельчатые соцветия, 2- или 3-цветковое. Цветки около 2 см в диаметре; цветоножка 2–2,5 см, томентозная и ворсистая. Чашелистики треугольно-ланцетные, вершина заостренная; сегменты эпикаликса эллиптическо-яйцевидные или эллиптическо-ланцетные, почти равные чашелистикам, абаксиально покрыты белым шелковистым пушком. Лепестки жёлтые, иногда пурпурные у основания, обратнояйцевидные, около 2 × больше длины чашелистиков, вершина заметно выемчатая. Тычинки жёлтые или пурпурные. Столбик субтерминальный, жёлтый или пурпурный, около 2,5 × длины завязи; рыльце слегка расширенное, шаровидное. Ахинеи не видны. Цветение в мае.

## Распространение
Естественный ареал: Афганистан, Кашмир, Непал, Пакистан, Сикким.
Леса, заросли, песчаные берега рек, берега арыков; 3700–4000 м.

## Применение
Используется в декоративном озеленении. Применение в ландшафте: в групповых посадках, рабатках, миксбордерах, на каменистых горках.

## Разновидности

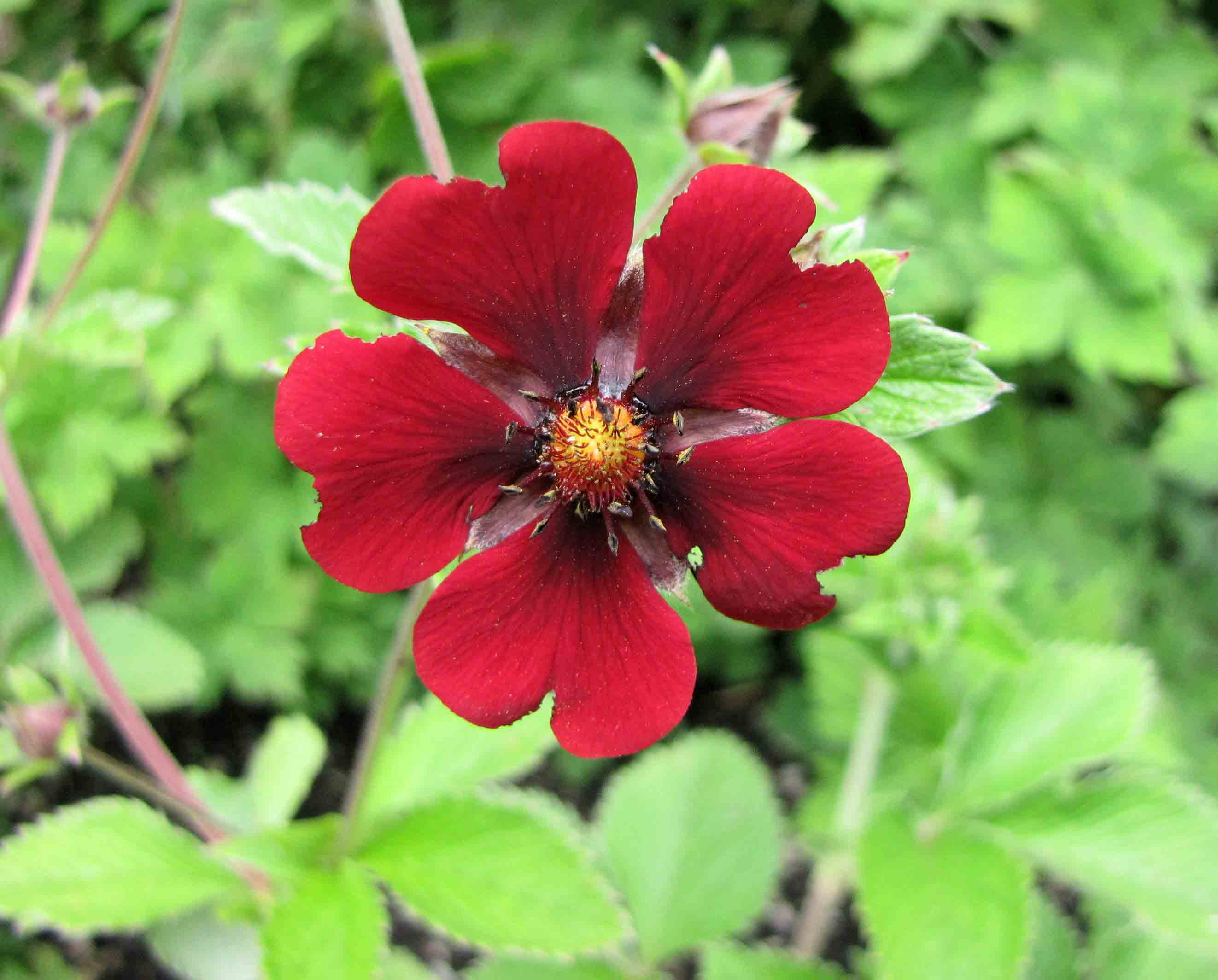
Potentilla atrosanguinea

Существует разновидность с красными цветками.
- Potentilla argyrophylla var. atrosanguinea (Lodd.) Hook.fil. — Лапчатка серебристолистная тёмно-красная, или Лапчатка тёмно-красная
  - [syn.  Potentilla atropurpurea de Vriese]
  - [syn.  Potentilla atrosanguinea Lodd.]
  - [syn.  Potentilla atrosanguinea Lodd. ex D.Don]
  - [syn.  Potentilla atrosanguinea var. cataclines (Lehm.) Wolf]
  - [syn.  Potentilla cautleyana Royle]

Выведены сорта с различной окраской цветков: c тёмно-красной — 'Scarlet Starlit', c ярко-жёлтой — 'Golden Starlit', c оранжевой — 'Orange Starlit'.

## Синонимы
По данным сайта GBIF на декабрь 2022 в синонимику вида входят следующие наименования:
- ≡ Potentilla argyrophylla Wall. ex Lehm.
- = Potentilla argyrophylla var. argyrophylla
- = Potentilla argyrophylla var. leucochroa Hook.fil.
- = Potentilla atrisanguinea Th.Wolf
- = Potentilla atropurpurea DeVriese
- ≡ Potentilla atrosanguinea var. argyrophylla (Lehm.) Grierson & D.G.Long
- = Potentilla candolleana Royle
- ≡ Potentilla cardinalis hort.
- = Potentilla cardinalis hort. ex Zimmeter
- = Potentilla cataclines Lehm.
- = Potentilla drusiana DeVriese
- = Potentilla drusiana de Vriese
- ≡ Potentilla ignescens hort.
- = Potentilla ignescens hort. ex Steud.
- = Potentilla insignis Royle
- = Potentilla insignis Royle ex Lindl.
- = Potentilla jacquemontiana Cambess.
- = Potentilla leucochroa Lindl.
- = Potentilla leucochroa Lindl. ex Wall.
- = Potentilla nivea var. himalaica Kitam.
- = Potentilla vestita Klotzsch
- = Potentilla vestita Klotzsch ex Lehm.
- ≡ Potentilla wallichiana Gowan
- = Potentilla wallichiana Gowan ex Wall.